# البشتی-پالولوگو
البشتی-پالولوگو (به لاتین: Albești-Paleologu) یک منطقهٔ مسکونی در رومانی است.